# Helena Angelina Dukaina
Helena Angelina Dukaina (ur. ok. 1242, zm. 1271) – królowa Sycylii jako druga żona Manfreda, syna cesarza Fryderyka II.

## Życiorys
Była córką Michała II Angelosa i Teodory Dukainy Petraloiphainy. 2 czerwca 1259 poślubiła Manfreda. Jej małżeństwo było wyrazem sojuszu Epiru z Manfredem skierowanym przeciwko Cesarstwu Nicei. Po klęsce i śmierci Manfreda w 1266 roku w bitwie pod Benewentem została uwięziona przez Karola Andegaweńskiego. Ze związku z Manfredem mieli następujące dzieci:
- Fryderyk (ur. 1259/1261), uwięziony przez Karola Andegaweńskiego (zm. w niewoli po 1312),
- Henryk (Enrico) (ur. 1260/1264), uwięziony przez Karola Andegaweńskiego (zm. w niewoli w 1318)
- Ansolinus (Henryk, Enzio) (ur. 1261/1265), uwięziony przez Karola Andegaweńskiego (zm. w niewoli ok. 1301),
- Beatrycze (ur. 1258/1261), uwięziona przez Karola Andegaweńskiego, uwolniona w 1284, poślubiła w 1287 Manfreda IV, margrabiego Saluzzo (zm. przed 1307).